# Croix de bronze (Pays-Bas)
Pour les articles homonymes, voir Croix de bronze.
La Croix de bronze (en néerlandais : Bronzen Kruis) est une décoration militaire néerlandaise destinée à distinguer des personnes militaire ayant servi le royaume des Pays-Bas durant la Seconde Guerre mondiale.
La Croix de Bronze a été instituée le 11 juin 1940 par la Reine Wilhelmina des Pays-Bas alors qu'elle résidait à Londres pendant l'occupation allemande des Pays-Bas. La Croix de Bronze a la préséance après l'Étoile de la Résistance Asie de l'Est, mais elle est la troisième plus haute décoration militaire encore décernée pour la bravoure.
Plusieurs soldats britanniques, américains, canadiens et polonais figurent parmi les 3 501 récipiendaires de la Croix de bronze qui est décernée par décret royal.

## Contexte
La Croix de Bronze est décernée à ceux qui ont agi "courageusement ou politiquement" envers l'ennemi. La décoration peut également être décernée aux citoyens néerlandais et aux étrangers qui remplissent ces conditions. La décoration doit donc être obtenue au front ou d'une manière ou d'une autre "face à face avec l'ennemi". La Croix de Bronze a été instituée en deux grades, avec et sans mention honorable.
Au départ, la croix n'a été décernée qu'aux militaires, mais plus tard, elle a également été décernée aux membres de la marine marchande et à d'autres civils, car le caractère de la Seconde Guerre mondiale a fait que la marine marchande, mais aussi de nombreux civils, se sont retrouvés dans la ligne de mire.
Les conférences pour l'attribution d'une Croix de bronze peuvent être adressées au Comité des récompenses pour actes de bravoure du ministère de la défense. Finalement, la Croix de bronze est ensuite décernée par décret royal. Ceux à qui la Croix de bronze a déjà été décernée une fois et qui, à la suite d'actes équivalents, sont à nouveau éligibles pour cette récompense, portent le chiffre arabe 2 en or sur le ruban. Ce nombre peut être porté à 3 et ainsi de suite pour l'acte équivalent suivant.

## Description
La croix est une croix pattée en bronze avec au recto le monogramme royal W couronné avec une couronne composée de vrilles de feuilles de chêne et de laurier est attachée autour du chiffre royal. Au verso, les mots "Fidèle à la Reine et à la Patrie" et l'année "1940".
Le ruban orange a une bande bleue Nassau au centre. L'orange est la couleur de la reine, la tête de la maison d'Orange, et le bleu est la couleur héraldique de la maison de Nassau ancestrale.

## Récipiendaires récents
Depuis son introduction, 3 501 personnes ont reçu la Croix de Bronze. La Croix de Bronze semble avoir été décernée pour la dernière fois en 1963 à l'ancien officier politique Dekker en raison de sa "politique fréquente de détection et de combat contre les parachutistes ennemis" dans l'ancienne Nouvelle-Guinée néerlandaise.
Le 23 janvier 2002, la Croix de Bronze a été à nouveau décernée de manière inattendue au caporal des marines D.A. Vonk, à l'occasion de son acte héroïque de marine de première classe, pour sa performance héroïque au Cambodge.
Le 7 octobre 2009, la décoration a été remise à trois soldats néerlandais pour leur action courageuse à Uruzgan, en Afghanistan : le premier lieutenant Alex Spanhak, le capitaine Arthur et le sergent-major Maurice (ces deux derniers ne sont mentionnés que par leur prénom en raison de leur statut opérationnel).
Le 14 avril 2010, trois marines, deux commandos et un fantassin ont reçu la Croix de Bronze.
Le 17 avril 2013, deux marines et quatre commandos ont reçu une Croix de bronze pour leur performance à Uruzgan en 2009.
Le 14 mai 2014, un sergent-major des marines, un commando et un ingénieur de la brigade aéroportée ont reçu la Croix de bronze pour les opérations en Afghanistan.
Le 22 octobre 2015, un sergent de marine a reçu la Croix de bronze pour sa participation à une opération de lutte contre la piraterie au large des côtes somaliennes.
Depuis 2002, un total de 20 soldats ont reçu la Croix de Bronze pour leur déploiement lors d'opérations de maintien de la paix.

## Versions de la Croix de Bronze
Il existe quatre versions de la Croix de Bronze :

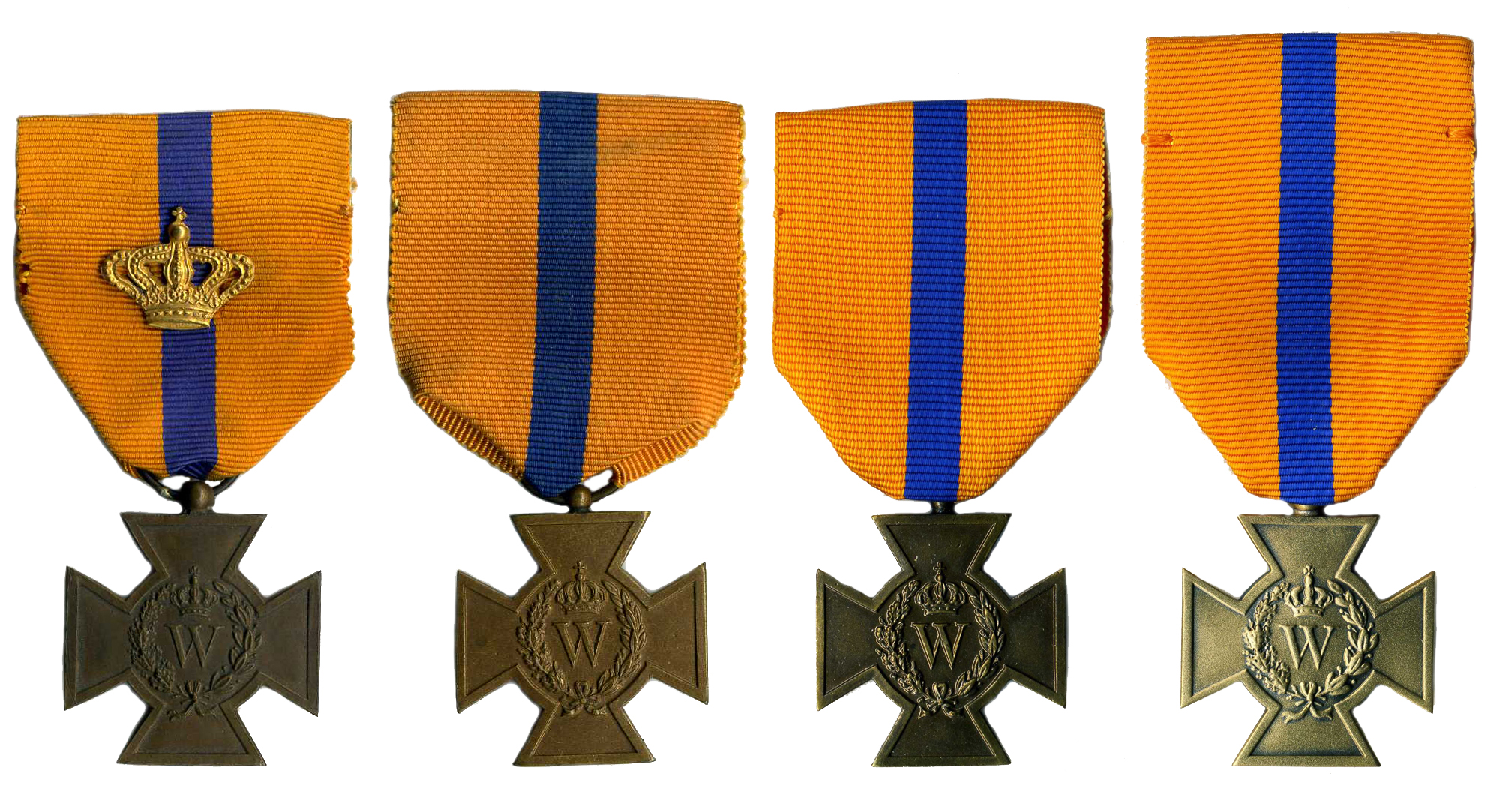
Les 4 versions de la Croix de bronze côté recto: "Spink", "Gaunt", "Rijksmunt koningin"," Rijksmunt koning".
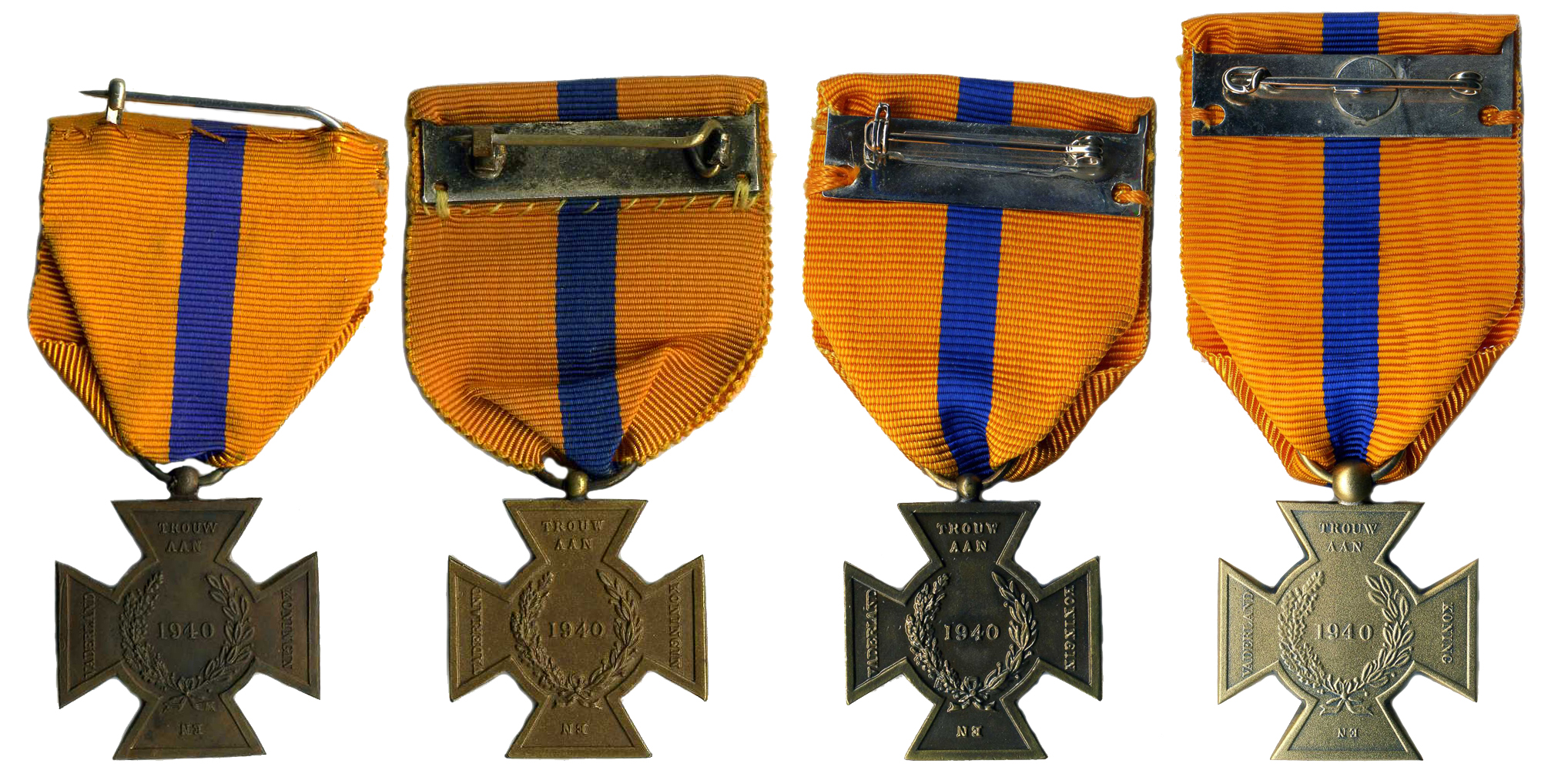
Les 4 versions de la Croix de bronze côté verso: "Spink", "Gaunt", "Rijksmunt koningin", "Rijksmunt koning".

### Type 1 «Spink»
La version « Spink » est caractérisée par une patine bronze terne brun foncé. Le devant est orné d'une petite couronne et d'un "W" finement dessiné. Le ruban de la couronne de laurier se déploie de manière asymétrique. Le verso est caractérisé par la couronne de laurier droite qui est clairement détaillée et se déploie en éventail. Le mot « aan » sur le bras est légèrement excentré vers la gauche par rapport au mot « trouw » (« fidèle ») placé au-dessus. La boucle, typique pour « Spink », est cousue dans le ruban. La boîte est bleu foncé, sans doublure bleue préformée. La boucle peut être serrée dans la doublure de manière que la médaille soit fixée dans la boîte. Dans le couvercle se trouvent le nom et les armoiries de la société « Spink ». Le couvercle a un bord doré.

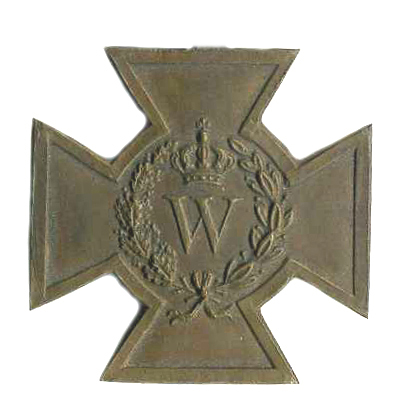
Croix de Bronze Spink côté recto
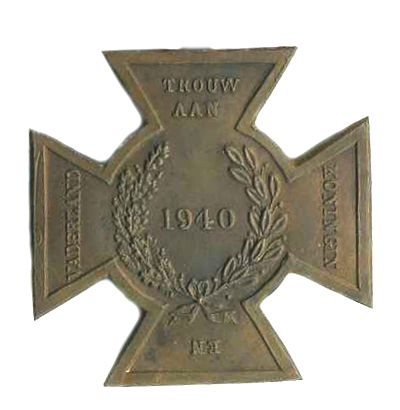
Croix de Bronze Spink côté verso

### Type 2 «Gaunt»
La version « Gaunt » est caractérisée par une patine brun clair et terne du bronze. Le front a une couronne plus grande (que « Spink »), un « W » plus stylisé et le ruban de la couronne de laurier se déploie symétriquement. Le dos est caractérisé par la couronne de laurier droite qui est moins clairement (que « Spink ») détaillée et se déploie en éventail plus étroit. Le mot « aan » sur la partie supérieure du bras est placé symétriquement en dessous du mot « trouw ». La boucle, typique pour « Gaunt », est cousue sur le ruban. La boîte est de couleur bordeau avec une doublure préformée beige clair. La médaille est en vrac dans la boîte. Le couvercle contient le nom et les armoiries de la société « Gaunt ». Le couvercle a un mince rebord doré.

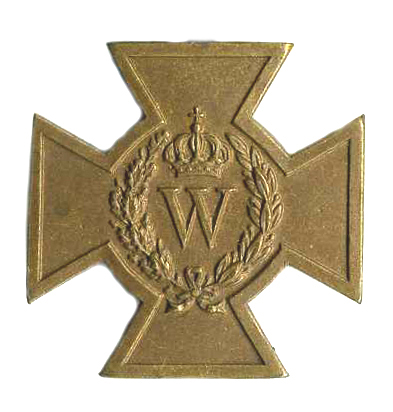
Croix de Bronze Gaunt côté recto
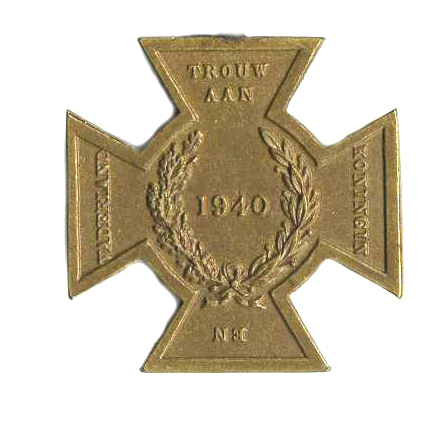
Croix de Bronze Gaunt côté verso

### Type 3 «Rijksmunt koningin»
Cette version est en production depuis 2000 et se caractérise par une patine brillante qui se situe entre le bronze et le laiton. Le design rappelle fortement celui de « Gaunt » dans les détails. Le front a une couronne plus grande (que « Spink »), un « W » plus stylisé et le ruban de la couronne de laurier se déploie symétriquement. Le dos est caractérisé par la couronne de laurier droite qui est moins clairement (que « Spink ») détaillée et se déploie en éventail plus étroit. Le mot "aan" sur la partie supérieure du bras est placé symétriquement en dessous du mot « trouw ». Les caractéristiques estampillées sont identiques à la version de « Gaunt », donc probablement une version de « Gaunt » a été utilisée pour la conception de cette version de la Croix de Bronze. La boucle est typique des médailles plus modernes du Reichsmint : une large plaque de métal sur laquelle est collée la boucle et qui est cousue dans son intégralité sur le ruban. La boîte est la boîte moderne générale pour les récompenses royales. La boîte est en plastique bleu foncé avec une couronne de couleur argent sur le devant. La doublure du couvercle est blanc crème avec le texte « Kanselarij der Nederlandse Orden 's-Gravenhage ». La médaille repose sur une doublure en feutre bleu foncé et peut être fixée avec la boucle dans une découpe de la doublure.

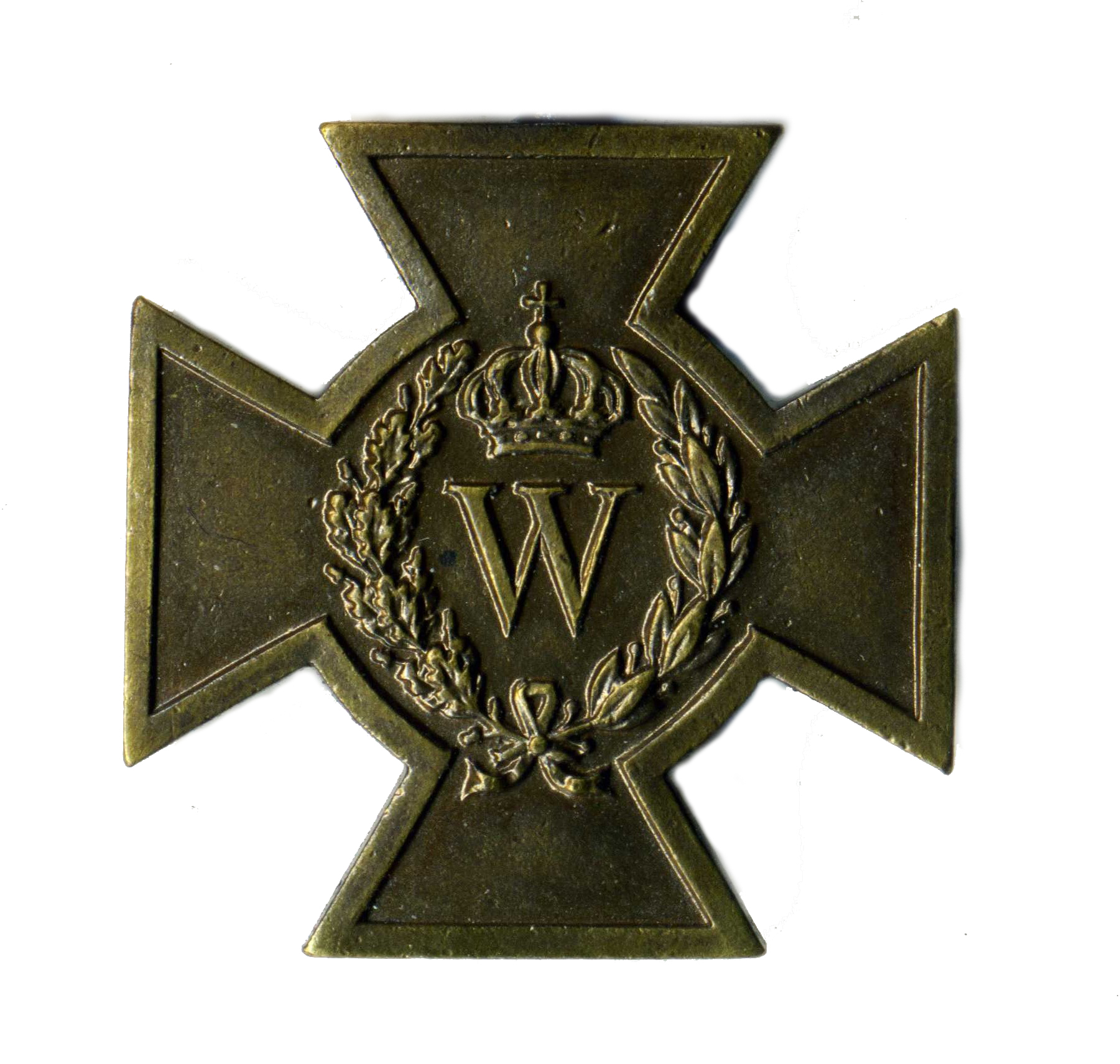
Croix de Bronze Rijksmunt koningin côté recto
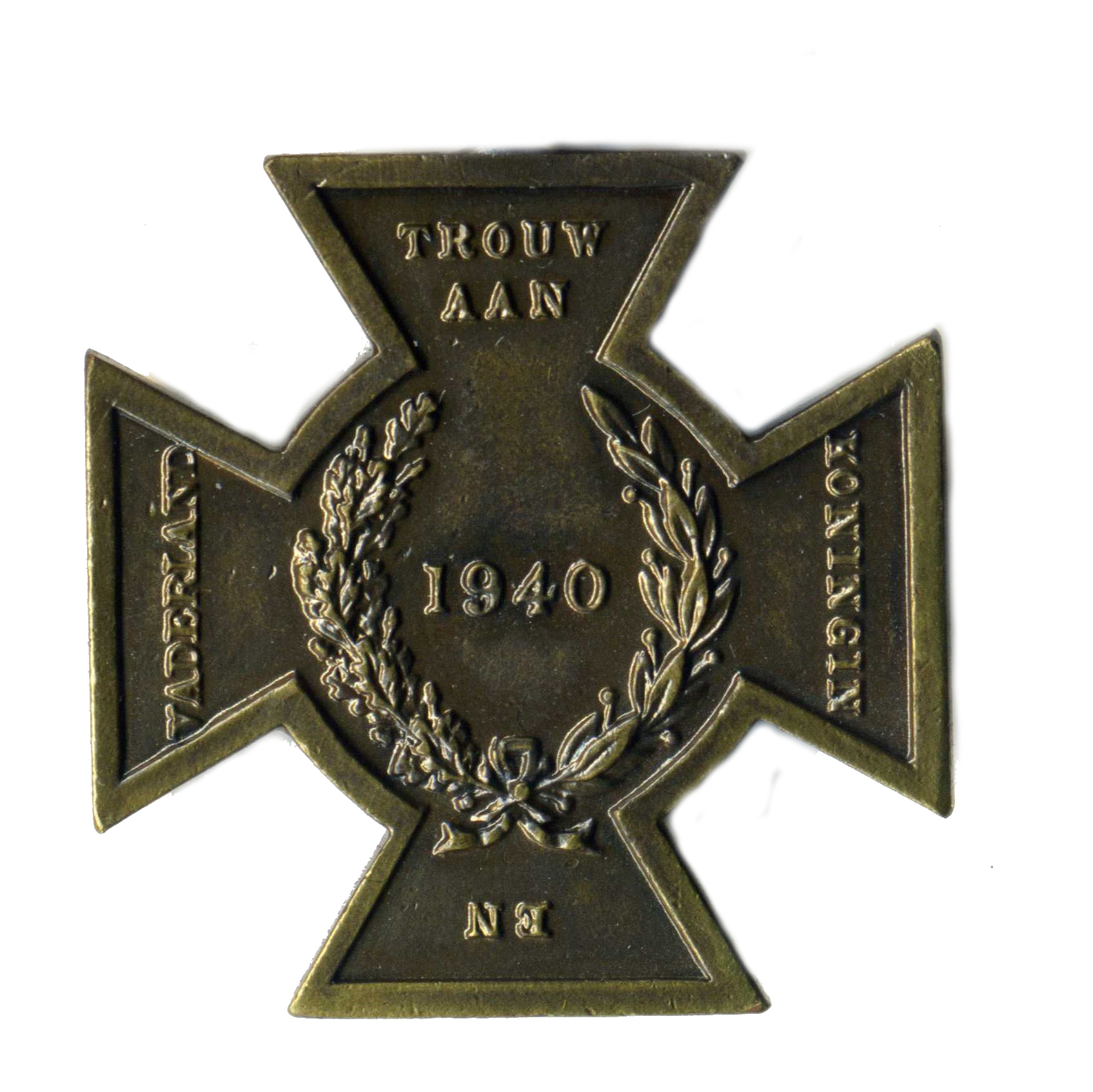
Croix de Bronze Rijksmunt koningin côté verso

### Type 4 «Rijksmunt koning»
Cette version est en production depuis 2014 et se caractérise par une couleur dorée et une patine brillante. Cette médaille se distingue des trois autres en ce qu'elle se rétrécit du centre vers les bras. En outre, le centre de la médaille est biseauté et la sphère de suspension est importante par rapport à ses prédécesseurs. La reconnaissance de cette médaille est très simple car c'est la seule qui porte le mot « roi ». Le front est doté d'une petite couronne, d'un « W » fin et le ruban de la couronne de laurier s'étend de façon asymétrique. Le revers est caractérisé par la couronne de laurier droite qui est clairement détaillée et s'étend en éventail. Le mot « aan » sur le bras supérieur est légèrement excentré vers la gauche par rapport au mot « trouw » placé au-dessus. Les caractéristiques estampillées sont identiques à la version de « Spink », donc probablement une version de « Spink » a été utilisée pour le dessin. La boucle est la dernière version utilisée dans les médailles modernes. La broche est maintenant seulement collée à la plaque de métal au milieu. La boîte est la boîte standard pour les médailles, en plastique bleu foncé, sans doublure bleue préformée. La boucle peut être bloquée dans la doublure par une cheville verticale en plastique transparent afin de fixer la médaille. Le couvercle montre sur un fond blanc "Kanselarij der Nederlandse Orden 's-Gravenhage".

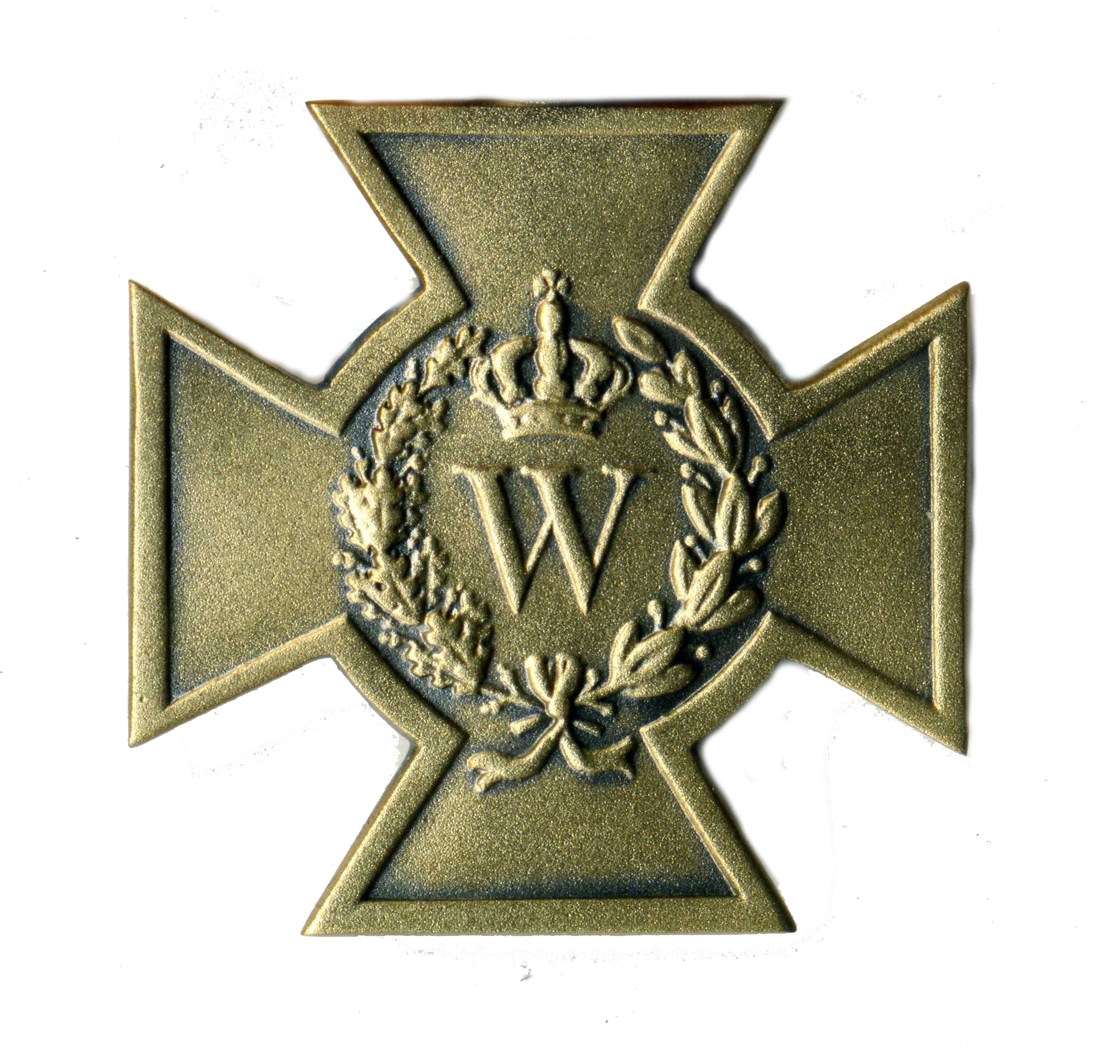
Croix de Bronze Rijksmunt koning côté recto
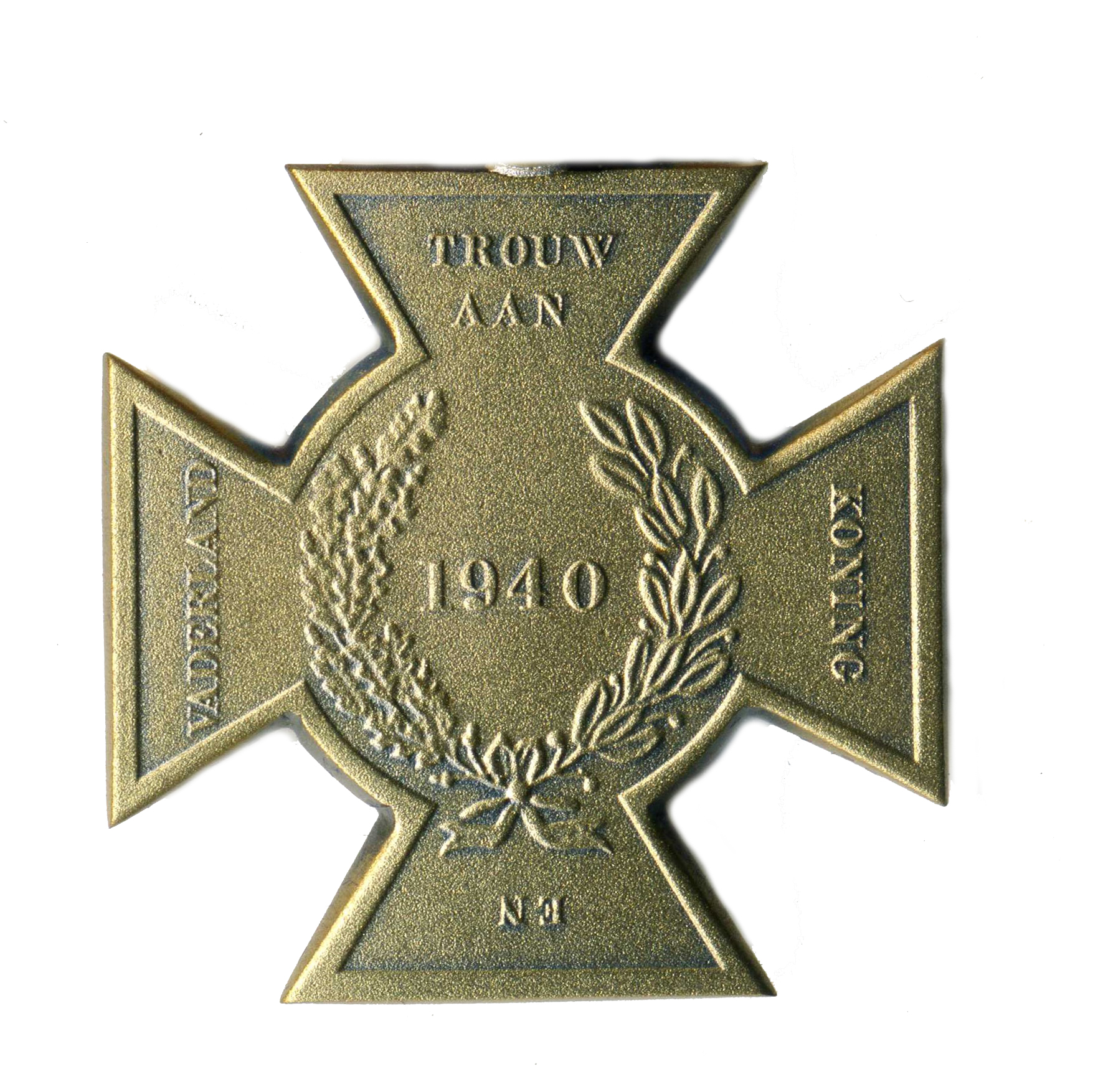
Croix de Bronze Rijksmunt koning côté verso